# David R. Mayhew

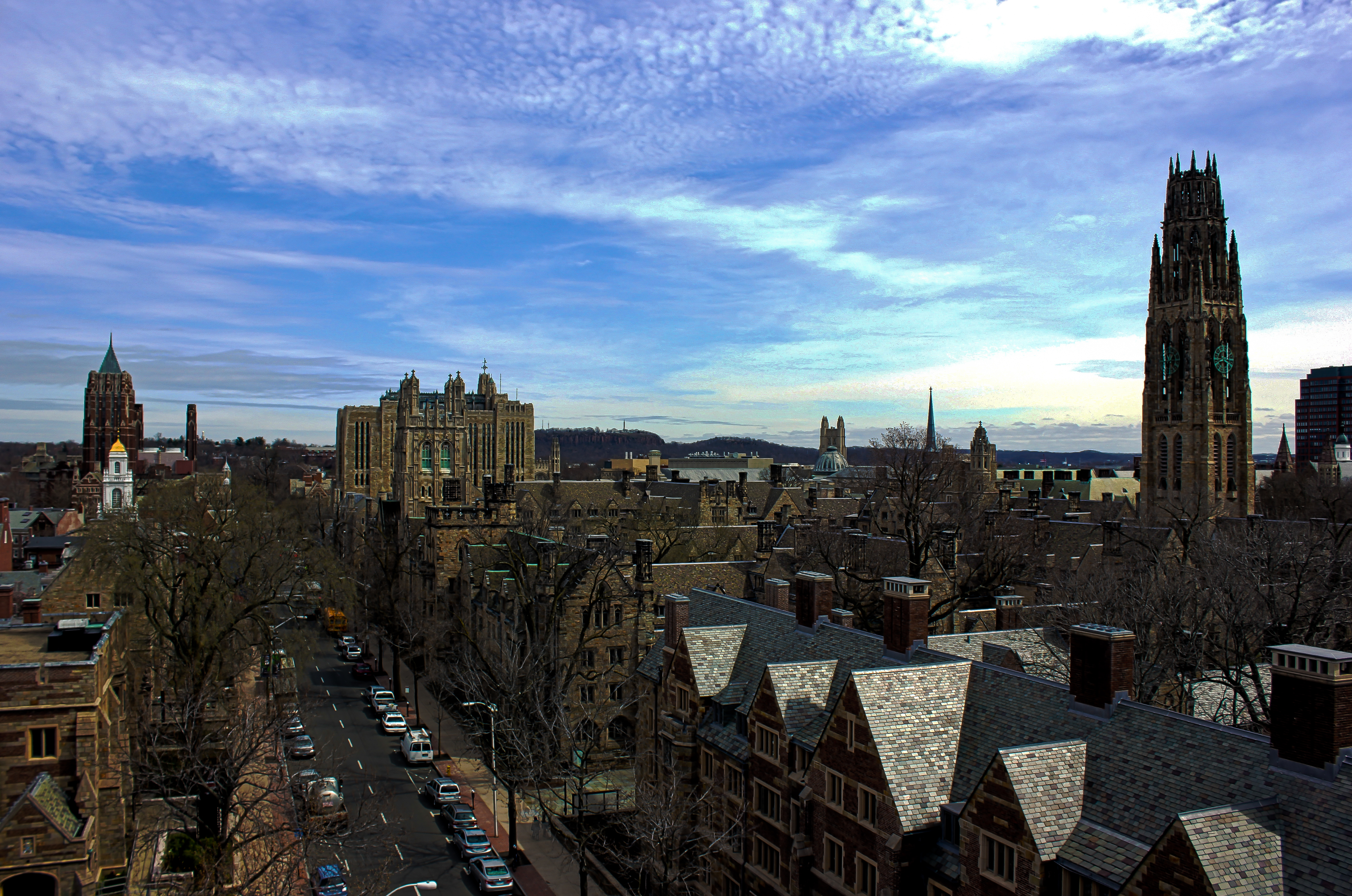
Vista del exterior de la Universidad de Yale.

David R. Mayhew (nacido el 18 de mayo de 1937) es un politólogo y profesor emérito de Ciencias Políticas de la Universidad de Yale.
Es considerado uno de los principales académicos del Congreso de los Estados Unidos, además de ser autor de nueve libros sobre la política estadounidense, entre los que se incluye el libro Congress: The Electoral Connection.
En 2017, el profesor Eric Schickler de la Universidad de California en Berkeley hizo una crónica de las contribuciones de Mayhew al estudio del Congreso en un artículo publicado en The Forum.
Mayhew es miembro de la Universidad de Yale desde 1968, y entre sus estudiantes se encuentran varios académicos destacados de la política estadounidense, como el profesor Gary Jacobson de la Universidad de California, San Diego, el profesor Jacob Hacker de la Universidad de Yale, el periodista de la CNN, Chris Cuomo, entre otros.
También fue profesor en la Universidad de Massachusetts, Amherst College, la Universidad de Oxford y la Universidad de Harvard.

## Escritos
En su libro Congress: The Electoral Connection, Mayhew argumentó que gran parte de la organización del Congreso de los Estados Unidos puede explicarse como resultado de la conducta de sus miembros en busca de la reelección. En Divided We Govern, cuestionó la noción previamente aceptada de que, cuando el Congreso y la presidencia están controlados por partidos diferentes, se aprueban leyes menos importantes que bajo un gobierno unificado. El libro ganó el premio Richard E. Neustadt en 1992. El profesor de Princeton R. Douglas Arnold, otro estudiante de Mayhew, señaló que la literatura académica sobre el Congreso puede categorizarse claramente como "anterior" o "posterior" a Congress: The Electoral Connection.
Su libro de 2011, Partisan Balance: Why Political Parties Don't Kill the U.S. Constitutional System (Princeton University Press, 2011), sostiene que el mayoritarismo caracteriza en gran medida al sistema estadounidense. Los deseos de la mayoría tienden a empujar a las instituciones hacia el votante medio. Partisan Balance ganó el Premio Leon D. Epstein Outstanding de 2011 de la Asociación Americana de Ciencia Política.
En su obra más reciente, The Imprint of Congress (La impronta del Congreso), Mayhew defiende la necesidad de estudiar las consecuencias de las actividades del Congreso, no sólo las aspiraciones, los procesos y la imagen asociada a esas actividades. El libro analiza la participación del Congreso en una serie de impulsos políticos que han afectado a los Estados Unidos desde la década de 1790 hasta los tiempos recientes.

## Educación, premios y distinciones
Mayhew obtuvo su PhD en la Universidad de Harvard en 1964 y su BA de Amherst College en 1958.
Es miembro de la Academia Estadounidense de las Artes y las Ciencias.
En 2002, recibió de la Asociación Americana de Ciencia Política el premio James Madison, que se otorga cada tres años y "reconoce a un Politólogo estadounidense que ha realizado una contribución académica distinguida a la ciencia política".  
En 2004, recibió el premio Samuel J. Eldersveld por su trayectoria, otorgado también por la Asociación Americana de Ciencia Política.
En 2018, Mayhew recibió el premio Barbara Sinclair Legacy Award de la Asociación Americana de Ciencia Política por una vida dedicada al estudio de la política legislativa.
En 2007, Mayhew fue elegido miembro de la Sociedad Filosófica Estadounidense, y el 30 de abril de 2013, fue elegido miembro de la Academia Nacional de Ciencias, completando así la prestigiosa "Trifecta" de honores académicos en las Ciencias sociales.